# 德夫希尔梅

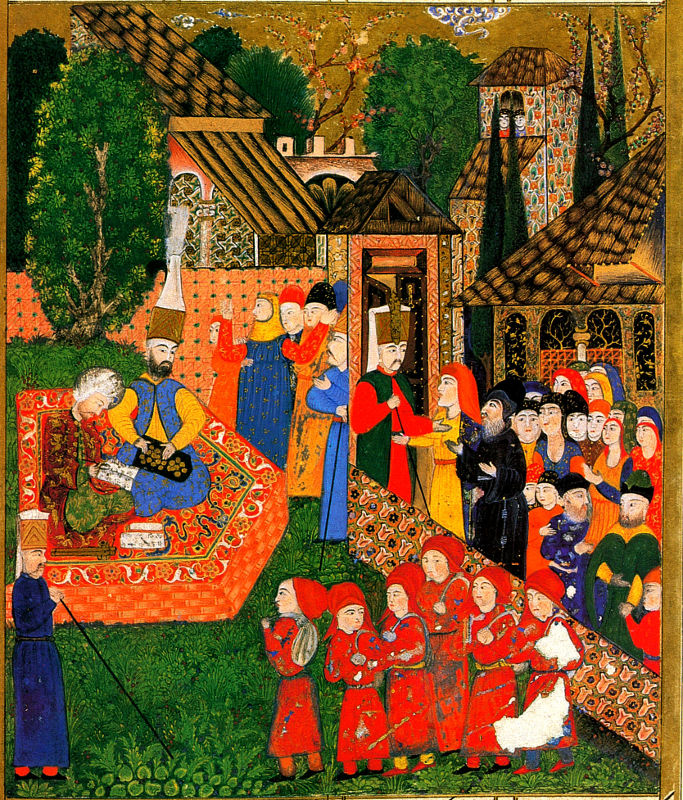
“德夫希尔梅”（书籍插画，来自托普卡帕宫博物馆）

德夫希尔梅（土耳其語：Devşirme，“征募”），也被称为“血税”（blood tax）或“儿童税”（child levy:56），奥斯曼帝国从其基督教臣民的男孩中募集兵丁的制度，可能始于穆拉德一世统治时期，在穆拉德二世时已趋于制度化，这一制度是奥斯曼人对传统的将战俘奴隶变为士兵的“古拉姆制度”的改革。
德夫希尔梅被视为一种特种税，从基督徒男孩中征兵的时间和规模根据帝国政府的需要决定，即在帝国军人由于战争损失严重时，征兵的规模就更大，次数就更多。它以村庄或包括几个村庄的“税区”为征收对象，一般为每40户征收一名男孩，征募的新兵起初为8-18岁的未婚基督教男孩，17世纪后，年龄改为了15-20岁。
起初，奥斯曼帝国政府仅在巴尔干地区征收德夫希尔梅，16世纪开始也征召安纳托利亚的基督教男孩。按当时的规定，独生子、从事重要经济行业的男孩、孤儿以及品行不端的人不会被征召。
16世纪时，由近卫兵团“耶尼切里”的军官携带苏丹的授权前往各地征兵，他们通过地方官员和法官通知当地的基督教家庭，在对应征的男孩进行审查后登记编队，由近卫兵团的士兵护送到首都伊斯坦布尔。在伊斯坦布尔，男孩们会改宗伊斯兰教，并受到一系列的测试、筛选和训练。最优秀的男孩会被选中到皇宫中接受奥斯曼帝国最好的教育，学习完成后会被任命为军事或民事官员。落选的其他男孩会被送到土耳其人村庄学习土耳其语言和习俗，而后被吸收到耶尼切里军团中。:56-57
穆拉德一世时开始，德夫希尔梅就是一种为了遏制不断增长的土耳其贵族势力的做法，这一做法本身违背了伊斯兰法。而到了1648年，这一做法逐渐没落终止。1703年的一次重建的尝试遭到了觊觎军事、民事职务的奥斯曼土耳其人的抵制。最终，在艾哈迈德三世在位时，德夫希尔梅制度被正式废除。

## 历史
德夫希尔梅制度是由奥斯曼帝国早年的古拉姆制度发展来的，这一发展在巴耶济德一世在位时完成。原先的“古拉姆”源于战俘和国家购买的奴隶。
奥斯曼帝国首任苏丹穆拉德一世意识到为了遏制土耳其贵族不断增长的势力，需要培养基督徒士兵，并将近卫兵团转变为独立于常规军团的苏丹私人武装。这支直接向奥斯曼苏丹负责的精英部队可以分为骑兵和步兵两大集团。骑兵被称为“Kapıkulu Süvari”（朴特侍卫骑兵），步兵为称为“耶尼切里”（Yeni Çeri，新军）。
最初，这些士兵都是从通过战争俘获的奴隶中选拔的。然而，很快被称为“德夫希尔梅”的征募体系就被采用了。在这一体系中，征募来自阿尔巴尼亚、塞尔维亚和希腊北部等巴尔干地区的基督教农民家庭的儿童，并让他们改宗伊斯兰教。因為蘇丹認為，沒有住所、沒有家、沒有父母、沒有朋友的皈依基督徒更忠實地服侍他。
在當時的奧斯曼官僚機構中流行的《統治者的規則或規則》一書特別指出，如果蘇丹接受不同民族的代表服役，那麼“所有民族都將努力超越彼此......如果軍隊由同一個種族的人組成，就會有危險。士兵沒有熱情，容易混亂。

## 德夫希尔梅的生活
尽管有更小的男孩被征募，但理想的征募年龄是7-10岁。德夫希尔梅制度在一些地区招致了仇恨和抵制，甚至有的基督家庭为使孩子不被征募将其毁容。而另一方面，很多出身德夫希尔梅的人被委以重任，甚至很多帝国宰相“大维齐尔”就是出身德夫希尔梅。波斯尼亚的基督徒父母甚至会贿赂征募官员，来使自己的儿子被征召。
"孩子们被从家庭里带走，并护送到伊斯坦布尔。到达后，他们被强制改宗伊斯兰教，并接受为帝国服务的培训和考核。他们将接受当时最高质量的教育。因此这一体系培养出了大量的步兵士兵，同时也提供了民事官员和高阶军官、文官。"许多德夫希尔梅出身的官员最後官至大维齐尔。
德夫希尔梅制度给帝国带来了相当好的社会阶层流动性。这一制度使一个农奴有機會成為公侯大臣，巨幅階級流動不再是天方夜谭。同时，它也使奥斯曼帝国得以充分利用东正教地區的人才资源。

## 相关
- 阿尔巴尼亚人
- 波斯尼亚人
- 拜克塔什教团
- 恩德倫學校

## 延伸阅读
- Nasuh, Matrakci. . Süleymanname, Topkapi Sarai Museum, Ms Hazine 1517. 1588  [2020-10-06]. （原始内容存档于2013-10-07）.
- Shaw, Stanford. . Cambridge: Cambridge University Press. 1976. ISBN 0-521-21280-4.
- Murphey, Rhoads. . Routledge. 2006 [1999]  [2020-10-06]. ISBN 978-1-135-36591-2. （原始内容存档于2020-06-05）.